# Super League 2009-2010
La Super League Svizzera 2009-2010 è la 113ª edizione della massima divisione del campionato svizzero di calcio, nonché 7ª edizione della Super League. È iniziata l'11 luglio 2009 e si è conclusa il 16 maggio 2010. Il Basilea ha vinto il titolo per la 13ª volta.

## Squadre partecipanti
| Club            | Stagione | Città      | Stadio                         | Stagione precedente          |
| --------------- | -------- | ---------- | ------------------------------ | ---------------------------- |
| Aarau           | dettagli | Aarau      | Stadion Brügglifeld            | 5º posto in Super            |
| Basilea         | dettagli | Basilea    | St. Jakob-Park                 | 3º posto in Super League     |
| Bellinzona      | dettagli | Bellinzona | Stadio comunale                | 6º posto                     |
| Grasshoppers    | dettagli | Zurigo     | Stadio Letzigrund              | 4º posto in Super League     |
| Lucerna         | dettagli | Emmen      | Stadion Gersag Stadio Comunale | 9º posto in Super League     |
| Neuchâtel Xamax | dettagli | Neuchâtel  | La Maladière                   | 7º posto in Super League     |
| San Gallo       | dettagli | San Gallo  | AFG Arena                      | 1º posto in Challenge League |
| Sion            | dettagli | Sion       | Stade Tourbillon               | 8º posto in Super League     |
| Young Boys      | dettagli | Berna      | Stade de Suisse                | 2º posto in Super League     |
| Zurigo          | dettagli | Zurigo     | Stadio Letzigrund              | Campione di Svizzera         |

## Allenatori e primatisti
| Squadra         | Allenatore                                                                                            | Giocatore più presente (tra parentesi il numero delle presenze) | Capocannoniere (tra parentesi il numero dei gol segnati) |
| --------------- | --- | --------------------------------------------------------------- | -------------------------------------------------------- |
| Aarau           | Jeff Saibene (1ª-12ª) Martin Andermatt (13ª-29ª) Ranko Jakovljević (30ª-32ª) Fredy Strasser (33ª-36ª) | Steven Lang (35)                                                | Aco Stojkov (8)                                          |
| Basilea         | Thorsten Fink                                                                                         | Çağdaş Atan (34)                                                | Marco Streller (21)                                      |
| Bellinzona      | Marco Schällibaum (1ª-15ª) Davide Belotti (16ª) Alberto Cavasin (17ª-28ª) Roberto Morinini (29ª-36ª)  | Jérôme Thiesson (34)                                            | Mauro Lustrinelli (8)                                    |
| Grasshoppers    | Ciriaco Sforza                                                                                        | Gonzalo Zárate (35)                                             | Gonzalo Zárate (14)                                      |
| Lucerna         | Rolf Fringer                                                                                          | Cristian Florin Ianu (36)                                       | Cristian Florin Ianu (21)                                |
| Neuchatel Xamax | Pierre-André Schürmann (1ª-30ª) Jean-Michel Aeby (31ª-36ª)                                            | Raphaël Nuzzolo (34) Frédéric Page (34)                         | Brown Ideye (12)                                         |
| San Gallo       | Ulrich Forte                                                                                          | Kristian Nushi (34)                                             | Moreno Costanzo (14)                                     |
| Sion            | Didier Tholot                                                                                         | Andris Vaņins (36)                                              | Émile Mpenza (21)                                        |
| Young Boys      | Vladimir Petković                                                                                     | Marco Wölfli (36)                                               | Seydou Doumbia (30)                                      |
| Zurigo          | Bernard Challandes (1ª-31ª) Urs Fischer (32ª-36ª)                                                     | Alain Rochat (32)                                               | Johan Vonlanthen (10)                                    |

## Classifica finale
|  | Pos. | Squadra         | Pt | G  | V  | N | P  | GF | GS | DR  |
|  | ---- | --------------- | -- | -- | -- | - | -- | -- | -- | --- |
|  | 1.   | Basilea         | 80 | 36 | 25 | 5 | 6  | 90 | 46 | +44 |
|  | 2.   | Young Boys      | 77 | 36 | 25 | 2 | 9  | 78 | 47 | +31 |
|  | 3.   | Grasshoppers    | 65 | 36 | 21 | 2 | 13 | 65 | 43 | +22 |
|  | 4.   | Lucerna         | 58 | 36 | 17 | 7 | 12 | 66 | 55 | +11 |
|  | 5.   | Sion            | 51 | 36 | 14 | 9 | 13 | 63 | 57 | +6  |
|  | 6.   | San Gallo       | 46 | 36 | 13 | 7 | 16 | 53 | 56 | -3  |
|  | 7.   | Zurigo          | 45 | 36 | 12 | 9 | 15 | 55 | 58 | -3  |
|  | 8.   | Neuchâtel Xamax | 41 | 36 | 11 | 8 | 17 | 55 | 57 | -2  |
|  | 9.   | Bellinzona      | 25 | 36 | 7  | 4 | 25 | 42 | 92 | -50 |
|  | 10.  | Aarau           | 23 | 36 | 6  | 5 | 25 | 32 | 88 | -56 |

Legenda:
      Campione di Svizzera e ammessa alla UEFA Champions League 2010-2011.
      Ammessa alla UEFA Champions League 2010-2011.
      Ammesse alla UEFA Europa League 2010-2011.
      Ammessa allo spareggio promozione-retrocessione.
      Retrocessa in Challenge League 2010-2011.
Regolamento:
Tre punti a vittoria, uno a pareggio, zero a sconfitta.
In caso di arrivo di due o più squadre a pari punti, la graduatoria finale verrà stilata secondo la classifica avulsa tra le squadre interessate che prevede, in ordine, i seguenti criteri:
- Punti negli scontri diretti
- Differenza reti negli scontri diretti
- Differenza reti generale
- Reti realizzate in generale
- Sorteggio

## Risultati

### Prima fase
|                 | AAR  | BAS  | BEL  | GRA  | LUC  | NEU  | SAN  | SIO  | YOU  | ZUR  |
| --------------- | ---- | ---- | ---- | ---- | ---- | ---- | ---- | ---- | ---- | ---- |
| Aarau           | –––– | 0-2  | 1-2  | 1-0  | 2-4  | 0-4  | 0-2  | 0-0  | 0-3  | 1-1  |
| Basilea         | 2-1  | –––– | 3-2  | 3-1  | 1-1  | 4-1  | 4-0  | 5-0  | 1-2  | 1-1  |
| Bellinzona      | 4-1  | 2-3  | –––– | 0-0  | 1-2  | 1-1  | 0-5  | 3-1  | 1-7  | 3-2  |
| Grasshoppers    | 4-0  | 3-1  | 7-0  | –––– | 0-0  | 1-3  | 1-3  | 3-1  | 2-1  | 1-0  |
| Lucerna         | 6-0  | 4-5  | 2-0  | 2-1  | –––– | 2-1  | 3-1  | 1-2  | 1-2  | 1-0  |
| Neuchatel Xamax | 3-3  | 2-2  | 4-1  | 0-1  | 1-1  | –––– | 4-2  | 1-3  | 3-0  | 3-0  |
| San Gallo       | 1-0  | 2-0  | 1-1  | 1-0  | 1-1  | 1-1  | –––– | 1-1  | 2-3  | 1-3  |
| Sion            | 1-1  | 1-2  | 3-1  | 2-3  | 3-1  | 1-0  | 2-1  | –––– | 3-1  | 3-3  |
| Young Boys      | 4-0  | 2-0  | 4-2  | 2-0  | 1-1  | 1-0  | 1-1  | 3-1  | –––– | 3-0  |
| Zurigo          | 2-0  | 2-2  | 4-1  | 4-3  | 4-0  | 1-2  | 1-0  | 1-1  | 2-3  | –––– |

### Seconda fase
|                 | AAR  | BAS  | BEL  | GRA  | LUC  | NEU  | SAN  | SIO  | YOU  | ZUR  |
| --------------- | ---- | ---- | ---- | ---- | ---- | ---- | ---- | ---- | ---- | ---- |
| Aarau           | –––– | 0-3  | 6-3  | 1-4  | 1-2  | 1-0  | 2-0  | 0-3  | 1-5  | 1-3  |
| Basilea         | 2-1  | –––– | 4-0  | 1-2  | 5-0  | 3-0  | 3-2  | 4-3  | 4-0  | 4-1  |
| Bellinzona      | 1-2  | 0-2  | –––– | 1-2  | 0-0  | 3-2  | 0-2  | 2-1  | 1-3  | 1-4  |
| Grasshoppers    | 2-0  | 4-0  | 2-0  | –––– | 0-1  | 2-1  | 2-1  | 2-0  | 2-1  | 4-0  |
| Lucerna         | 4-0  | 0-1  | 2-1  | 4-2  | –––– | 2-1  | 2-3  | 1-1  | 5-1  | 4-1  |
| Neuchatel Xamax | 2-1  | 1-3  | 2-0  | 0-1  | 1-2  | –––– | 0-3  | 4-1  | 1-0  | 3-3  |
| San Gallo       | 2-2  | 2-4  | 1-2  | 0-1  | 3-1  | 2-1  | –––– | 1-0  | 1-2  | 1-0  |
| Sion            | 4-0  | 2-2  | 2-1  | 1-0  | 5-2  | 1-1  | 5-1  | –––– | 4-1  | 1-1  |
| Young Boys      | 3-1  | 0-2  | 2-1  | 4-0  | 2-1  | 4-1  | 2-1  | 1-0  | –––– | 2-1  |
| Zurigo          | 0-1  | 1-2  | 2-0  | 3-2  | 1-0  | 0-0  | 1-1  | 2-0  | 0-2  | –––– |

## Spareggio promozione-retrocessione
Allo spareggio sono ammesse la nona classificata in Super League e la seconda classificata in Challenge League.
|            | Risultati |            | Luogo e data               |
| ---------- | --------- | ---------- | -------------------------- |
| Bellinzona | 2 - 1     | Lugano     | Bellinzona, 21 maggio 2010 |
| Lugano     | 0 - 0     | Bellinzona | Lugano, 24 maggio 2010     |
|            |           |            |                            |

## Statistiche

### Squadre

#### Capoliste solitarie
|    | —— | ——         | ——         | ——         | ——         | ——         | ——         | ——         | ——         | ——         | ——         | ——         | ——         | ——         | ——         | ——         | ——         | ——         | ——         | ——         | ——         | ——         | ——         | ——         | ——         | ——         | ——         | ——         | ——         | ——  | ——         | ——         | ——         | ——  | ——      | —— |  |
|    |    | Young Boys | Young Boys | Young Boys | Young Boys | Young Boys | Young Boys | Young Boys | Young Boys | Young Boys | Young Boys | Young Boys | Young Boys | Young Boys | Young Boys | Young Boys | Young Boys | Young Boys | Young Boys | Young Boys | Young Boys | Young Boys | Young Boys | Young Boys | Young Boys | Young Boys | Young Boys | Young Boys | Young Boys |     | Young Boys | Young Boys | Young Boys |     | Basilea |    |  |
|    |    |            |            |            |            |            |            |            |            |            |            |            |            |            |            |            |            |            |            |            |            |            |            |            |            |            |            |            |            |     |            |            |            |     |         |    |  |
|    |    |            |            |            |            |            |            |            |            |            |            |            |            |            |            |            |            |            |            |            |            |            |            |            |            |            |            |            |            |     |            |            |            |     |         |    |  |
| 1ª | 2ª | 3ª         | 4ª         | 5ª         | 6ª         | 7ª         | 8ª         | 9ª         | 10ª        | 11ª        | 12ª        | 13ª        | 14ª        | 15ª        | 16ª        | 17ª        | 18ª        | 19ª        | 20ª        | 21ª        | 22ª        | 23ª        | 24ª        | 25ª        | 26ª        | 27ª        | 28ª        | 29ª        | 30ª        | 31ª | 32ª        | 33ª        | 34ª        | 35ª | 36ª     |    |  |

#### Classifica in divenire
|                 | 1ª | 2ª | 3ª | 4ª | 5ª | 6ª | 7ª | 8ª | 9ª | 10ª | 11ª | 12ª | 13ª | 14ª | 15ª | 16ª | 17ª | 18ª | 19ª | 20ª | 21ª | 22ª | 23ª | 24ª | 25ª | 26ª | 27ª | 28ª | 29ª | 30ª | 31ª | 32ª | 33ª | 34ª | 35ª | 36ª |
| --------------- | -- | -- | -- | -- | -- | -- | -- | -- | -- | --- | --- | --- | --- | --- | --- | --- | --- | --- | --- | --- | --- | --- | --- | --- | --- | --- | --- | --- | --- | --- | --- | --- | --- | --- | --- | --- |
| Bellinzona      | 1  | 1  | 1  | 4  | 4  | 5  | 6  | 6  | 6  | 6   | 6   | 9   | 12  | 12  | 12  | 12  | 15  | 15  | 15  | 15  | 15  | 15  | 15  | 18  | 18  | 18  | 18  | 18  | 18  | 18  | 18  | 21  | 21  | 22  | 25  | 25  |
| Young Boys      | 3  | 4  | 7  | 10 | 13 | 16 | 19 | 22 | 22 | 25  | 28  | 31  | 31  | 34  | 35  | 35  | 38  | 41  | 41  | 44  | 47  | 50  | 50  | 53  | 56  | 59  | 62  | 65  | 68  | 68  | 68  | 71  | 74  | 77  | 77  | 77  |
| Aarau           | 3  | 3  | 3  | 3  | 4  | 4  | 4  | 5  | 5  | 5   | 5   | 5   | 5   | 6   | 7   | 7   | 7   | 7   | 10  | 10  | 10  | 10  | 11  | 11  | 11  | 11  | 11  | 11  | 11  | 14  | 17  | 20  | 20  | 20  | 20  | 23  |
| Basilea         | 0  | 3  | 6  | 7  | 8  | 8  | 9  | 9  | 12 | 15  | 18  | 21  | 24  | 25  | 28  | 31  | 31  | 34  | 37  | 40  | 43  | 46  | 46  | 49  | 52  | 55  | 56  | 59  | 62  | 65  | 68  | 68  | 71  | 74  | 77  | 80  |
| Lucerna         | 0  | 3  | 6  | 7  | 10 | 10 | 10 | 13 | 16 | 16  | 19  | 20  | 20  | 21  | 22  | 25  | 26  | 29  | 32  | 32  | 35  | 38  | 38  | 38  | 38  | 38  | 41  | 44  | 44  | 45  | 45  | 48  | 51  | 52  | 55  | 58  |
| Sion            | 3  | 3  | 3  | 6  | 7  | 8  | 8  | 11 | 12 | 15  | 15  | 15  | 18  | 19  | 20  | 23  | 23  | 26  | 26  | 27  | 28  | 28  | 31  | 31  | 34  | 37  | 38  | 38  | 41  | 42  | 45  | 45  | 48  | 48  | 48  | 51  |
| San Gallo       | 3  | 4  | 5  | 5  | 8  | 9  | 12 | 12 | 13 | 13  | 13  | 13  | 13  | 16  | 19  | 22  | 23  | 23  | 26  | 29  | 29  | 32  | 33  | 33  | 33  | 36  | 39  | 40  | 43  | 43  | 43  | 43  | 46  | 46  | 46  | 46  |
| Zurigo          | 0  | 0  | 3  | 6  | 7  | 8  | 11 | 12 | 15 | 15  | 15  | 15  | 18  | 19  | 20  | 20  | 23  | 23  | 24  | 25  | 28  | 28  | 31  | 34  | 37  | 37  | 37  | 38  | 38  | 41  | 41  | 41  | 41  | 41  | 44  | 45  |
| Grasshoppers    | 0  | 3  | 3  | 3  | 3  | 6  | 7  | 7  | 7  | 10  | 13  | 14  | 17  | 17  | 17  | 20  | 23  | 26  | 26  | 29  | 29  | 32  | 35  | 38  | 38  | 41  | 44  | 47  | 50  | 53  | 56  | 59  | 59  | 62  | 65  | 65  |
| Neuchatel Xamax | 1  | 4  | 5  | 5  | 5  | 8  | 9  | 12 | 15 | 18  | 21  | 24  | 24  | 25  | 26  | 26  | 26  | 26  | 27  | 27  | 28  | 28  | 31  | 31  | 34  | 34  | 34  | 34  | 34  | 34  | 37  | 37  | 37  | 40  | 40  | 41  |

#### Classifiche di rendimento

##### Rendimento andata-ritorno
| Andata          | Andata | Ritorno         | Ritorno |
|                 |        |                 |         |
| Young Boys      | 41     | Basilea         | 46      |
| Basilea         | 34     | Grasshoppers    | 39      |
| Lucerna         | 29     | Young Boys      | 36      |
| Neuchatel Xamax | 26     | Lucerna         | 29      |
| Grasshoppers    | 26     | Sion            | 25      |
| Sion            | 26     | San Gallo       | 23      |
| Zurigo          | 23     | Zurigo          | 22      |
| San Gallo       | 23     | Aarau           | 16      |
| Bellinzona      | 15     | Neuchatel Xamax | 15      |
| Aarau           | 7      | Bellinzona      | 10      |

##### Rendimento casa-trasferta
| Casa            | Casa | Trasferta       | Trasferta |
|                 |      |                 |           |
| Young Boys      | 47   | Basilea         | 36        |
| Basilea         | 44   | Young Boys      | 30        |
| Grasshoppers    | 43   | Grasshoppers    | 22        |
| Sion            | 38   | Lucerna         | 21        |
| Lucerna         | 37   | San Gallo       | 20        |
| Zurigo          | 31   | Zurigo          | 14        |
| Neuchatel Xamax | 28   | Neuchatel Xamax | 13        |
| San Gallo       | 26   | Sion            | 13        |
| Bellinzona      | 18   | Aarau           | 9         |
| Aarau           | 14   | Bellinzona      | 7         |

#### Primati stagionali
Squadre
- Maggior numero di vittorie: Basilea, Young Boys (25)
- Maggior numero di pareggi: Zurigo, Sion (9)
- Maggior numero di sconfitte: Bellinzona, Aarau (25)
- Minor numero di vittorie: Aarau (6)
- Minor numero di pareggi: Young Boys, Grasshoppers (2)
- Minor numero di sconfitte: Basilea (6)
- Miglior attacco: Basilea (90 gol fatti)
- Peggior attacco: Aarau (32 gol fatti)
- Miglior difesa: Grasshoppers (43 gol subiti)
- Peggior difesa: Bellinzona (92 gol subiti)
- Miglior differenza reti: Basilea (+44)
- Peggior differenza reti: Aarau (-56)
- Miglior serie positiva: Young Boys (8, 1ª-8ª) , Basilea (8, 9ª-16ª) , Basilea (8, 24ª-31ª)
- Peggior serie negativa: Bellinzona (7, 25ª-31ª)
- Maggior numero di vittorie consecutive: Grasshoppers (7, 26ª-32ª)

Partite
- Più gol (9):

Lucerna-Basilea 4-5, 25 ottobre 2009
Aarau-Bellinzona 6-3, 7 febbraio 2010
- Maggior scarto di gol (7): Grasshoppers-Bellinzona 7-0
- Maggior numero di reti in una giornata: 23 gol nella 9ª giornata
- Minor numero di reti in una giornata: 11 gol nella 17ª giornata
- Maggior numero di espulsioni in una giornata: 3 in 22ª giornata, 5ª giornata, 28ª giornata, 15ª giornata, 7ª giornata, 16ª giornata, 9ª giornata

### Individuali

#### Classifica marcatori
| Gol | Rigori |  | Giocatore            | Squadra                |
| --- | ------ |  | -------------------- | ---------------------- |
| 30  | 3      |  | Seydou Doumbia       | Young Boys             |
| 21  | 1      |  | Cristian Florin Ianu | Lucerna                |
| 21  | 4      |  | Émile Mpenza         | Sion                   |
| 21  | 2      |  | Marco Streller       | Basilea                |
| 15  | 4      |  | Alexander Frei       | Basilea                |
| 14  | 3      |  | Moreno Costanzo      | San Gallo              |
| 14  | 0      |  | Gonzalo Zárate       | Grasshoppers           |
| 13  | 0      |  | Scott Chipperfield   | Basilea                |
| 12  | 2      |  | Brown Ideye          | Neuchatel Xamax        |
| 12  | 0      |  | Valentin Stocker     | Basilea                |
| 11  | 3      |  | Davide Chiumiento    | Lucerna                |
| 11  | 2      |  | Mauro Lustrinelli    | Bellinzona, Young Boys |
| 10  | 3      |  | Benjamin Huggel      | Basilea                |
| 10  | 1      |  | Johan Vonlanthen     | Zurigo                 |
| 10  | 0      |  | Hakan Yakın          | Lucerna                |

#### Media spettatori
| Club            | Pos. | Media  | Totale  | Abbonamenti |
| --------------- | ---- | ------ | ------- | ----------- |
| Basilea         | 1    | 23 656 | 425 810 |             |
| Young Boys      | 2    | 22 653 | 407 746 |             |
| San Gallo       | 3    | 14 081 | 253 455 |             |
| Sion            | 4    | 10 761 | 193 700 |             |
| Zurigo          | 5    | 10 700 | 192 600 |             |
| Lucerna         | 6    | 7 551  | 135 916 |             |
| Grasshoppers    | 7    | 6 778  | 122 000 |             |
| Aarau           | 8    | 5 842  | 105 150 |             |
| Neuchatel Xamax | 9    | 5 270  | 94 868  |             |
| Bellinzona      | 10   | 3 298  | 59 368  |             |

#### Arbitri
- Claudio Circhetta (19)
- Jérôme Laperrière (18)
- Stéphan Studer (18)
- Massimo Busacca (17)
- Sascha Kever (17)
- Cyril Zimmermann (16)
- Alain Bieri (13)
- Bruno Grossen (13)
- Nikolaj Hänni (13)

- Daniel Wermelinger (13)
- Carlo Bertolini (11)
- Patrick Graf (8)
- Oliver Drachta (1)
- Rene Eisner (1)
- Thomas Gangl (1)
- Harald Lechner (1)
- Christoph Erhard (0)